# 아카츠키 데루코

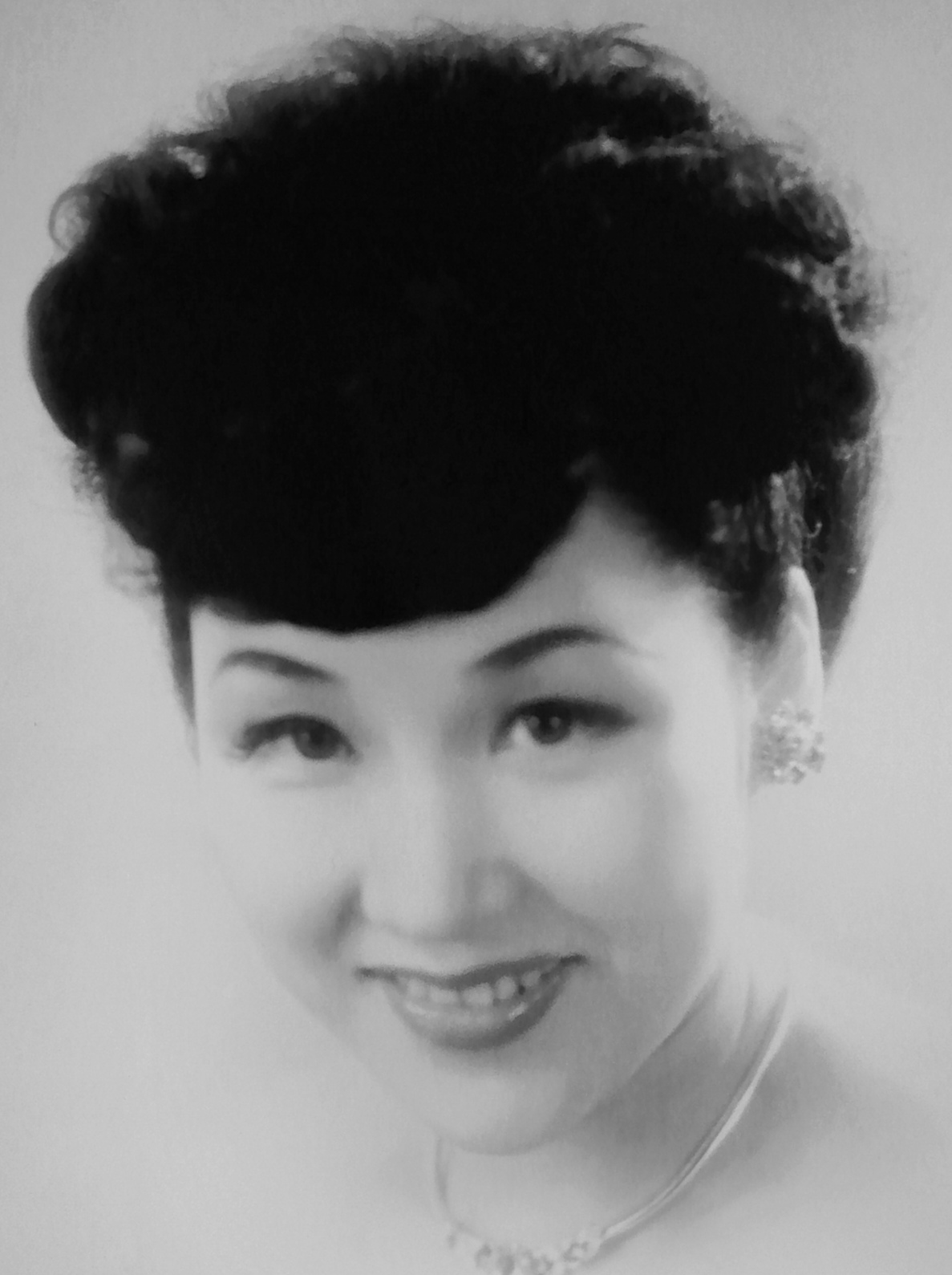

아카츠키 데루코(일본어: 暁テル子, 1921년 1월 21일 ~ 1962년 7월 20일)는 쇼와 시대에 활동했던 일본의 가수 겸 배우이다.
1921년 도쿄도 아사쿠사에서 태어났다. 쇼치쿠 소녀 가극단출신으로, 1933년 아역으로 데뷔하였다. 후루카와 롯파 사단을 거쳐 토호와 쇼치쿠에서 활약했다. 1947년, 일본계 미국인으로서 태평양 전쟁 당시 미군에 지원하여 일본어 정보 장교로 복무했던 캐피 하라다(キャピー原田. 전후 메이저 리그 베이스볼의 스카우트로 활동했다.)와 결혼하였다. 1949년부터 이름을 照子에서 テル子로 바꾸어 활동했다.(발음은 동일하다.)
1949년 2월, 빅터 레코드를 통해 〈남쪽의 사랑 노래〉와 〈이것이 부기우기〉로 데뷔하였다. 대표곡으로는 1951년에 발표한 두 곡 〈미네소타의 달걀 장수〉와 〈도쿄 구두닦이 소년(Shoeshine Boy)을 들 수 있다. 극영화에도 출연한 바 있고, 1957년부터는 NHK의 버라이어티 프로그램인 《제스쳐》에 거의 고정적으로 출연하는 패널이 되었다. 1951년에 처음으로 방송되었던 《NHK 홍백가합전》에 참가했던 14명의 인기 가수 중 한 사람이기도 하며,
1958년 가슴에 통증을 느껴 사실상 연예계를 은퇴하기 전까지 모두 네 번을 출연하였다.
1958년 남편과 이혼하였다. 1962년 7월 20일, 41세의 젊은 나이로 나카노구 에고타에서 심장 마비로 사망하였다.